# Wilfried Knight
Wilfried Knight, nome d'arte di Wilfried Chevalier (Berlino, 19 febbraio 1975 – Vancouver, 5 marzo 2013), è stato un attore pornografico francese nato in Germania, attivo nel settore della pornografia gay.

## Biografia
Nato in Germania ma cresciuto in Francia, si laureò in legge dopo aver studiato giurisprudenza in Francia, Belgio e Grecia. Tra i molti lavori svolti, ha lavorato per diverso tempo come personal trainer a Londra. Iniziò la sua carriera come attore pornografico nel 2004 come modello esclusivo dalla Lucas Entertainment, prendendo ai film Manhattan Heat, Michael Lucas' Dangerous Liaisons, Obsession e Kings of New York. Ottenne subito una candidatura ai GayVN Awards 2005 come miglior esordiente e fu votato "Hottest Porn Star of 2005" dalla rivista Out Magazine.
Nel 2006 si procurò una discreta popolarità al di fuori del settore pornografico, quando alcuni siti internet riportarono erroneamente la sua partecipazione al videoclip di Madonna Sorry.
Dopo un periodo di pausa, in cui dovette lottare contro un cancro, Knight si impose sulla scena hard come un prolifico performer versatile, partecipando ad oltre 20 film per case di produzione come Lucas Entertainment e Raging Stallion Studios. Nel 2010, dopo varie nomination, vinse un GayVN Award come performer dell'anno.
Il 5 marzo 2013 si tolse la vita, all'età di 38 anni, a due settimane di distanza dal suicidio di suo marito, Jerry Enriquez, con il quale era legalmente sposato in Canada da sette anni. A portare Enriquez al tragico gesto pare sia stata la difficoltà nel trovare un lavoro in Canada e l'impossibilità di poter far ritorno insieme al marito nel paese natio (le leggi sull'immigrazione e il mancato riconoscimento della loro unione da parte degli Stati Uniti avrebbe potuto portare all'espulsione dal Paese di Knight).
Knight, non reggendo al dolore per la perdita del compagno, si uccise a sua volta nell'albergo di Vancouver dove si erano sposati.

## Premi
- GayVN Awards 2010 - Performer of the Year[11]
- Hustaball Awards 2010 - Best Performer US[12]
- Grabby Awards 2011 - Best Versatile Performer[13].

## Filmografia
- Auditions Vol. 1 (2004) (Lucas Entertainment)
- Auditions Vol. 2 (2004) (Lucas Entertainment)
- Lost (2004) (Lucas Entertainment)
- Manhattan Heat (2004) (Lucas Entertainment)
- Decameron: Two Naughty Tales (2004) (Lucas Kazan)
- Dangerous Liaisons (2005) (Lucas Entertainment)
- Auditions Vol. 11 - Wilfried Knight (2006) (Lucas Entertainment)
- Barcelona Nights (2006) (Lucas Entertainment)
- Auditions Vol. 7 - Barcelona (2007) (Lucas Entertainment)
- Obsession (2009) (Lucas Entertainment)
- Focus/Refocus (2009) (Raging Stallion Studios)
- Tales of the Arabian Nights (2010) (Raging Stallion Studios)
- Coat Your Throat (2010) (Raging Stallion Studios)
- Sounding #5 (2010) (FetishForce.com / Raging Stallion Studios)
- Caught on Tape (2010) (Raging Stallion Studios)
- Fistpack 30: 3 Fists in Paris (2011) (Raging Stallion Studios)
- Giants - Part 1 (2011) (Raging Stallion Studios)
- Assassin (2011) (Lucas Entertainment)
- He's Got a Big Package (Raging Stallion) (2011)
- Dog Fight (Fetish Force) (2011)